# St. Simon und Judas (Gurtweil)

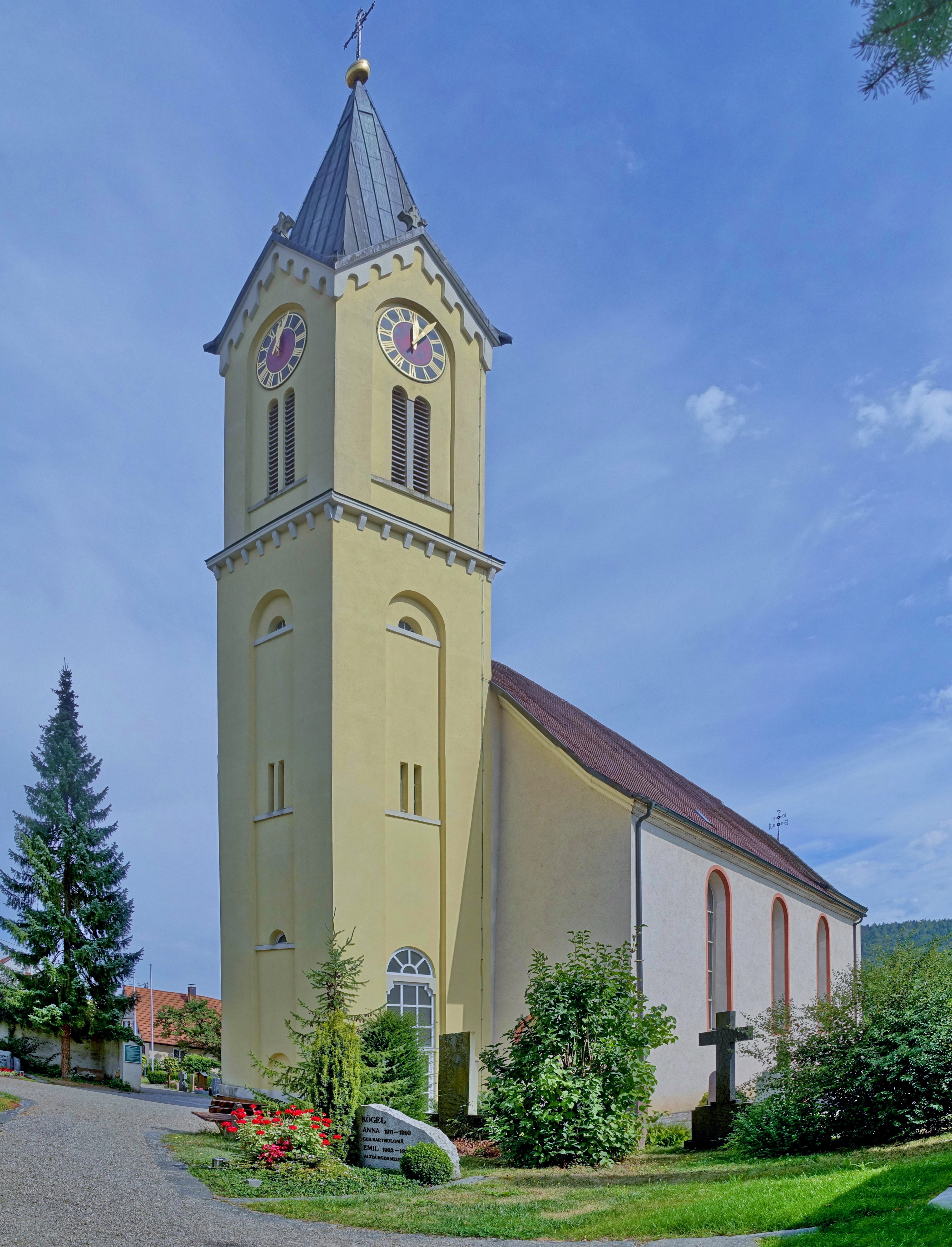
St. Simon und Judas (Gurtweil)

Die römisch-katholische Pfarrkirche St. Simon und Judas Thaddäus steht in einem Gemeindeteil Gurtweil der Kreisstadt Waldshut-Tiengen im Landkreis Waldshut von Baden-Württemberg. Die Kirchengemeinde gehört zum Erzbistum Freiburg. Das Bauwerk ist beim Landesamt für Denkmalpflege Baden-Württemberg als Baudenkmal eingetragen.

## Beschreibung

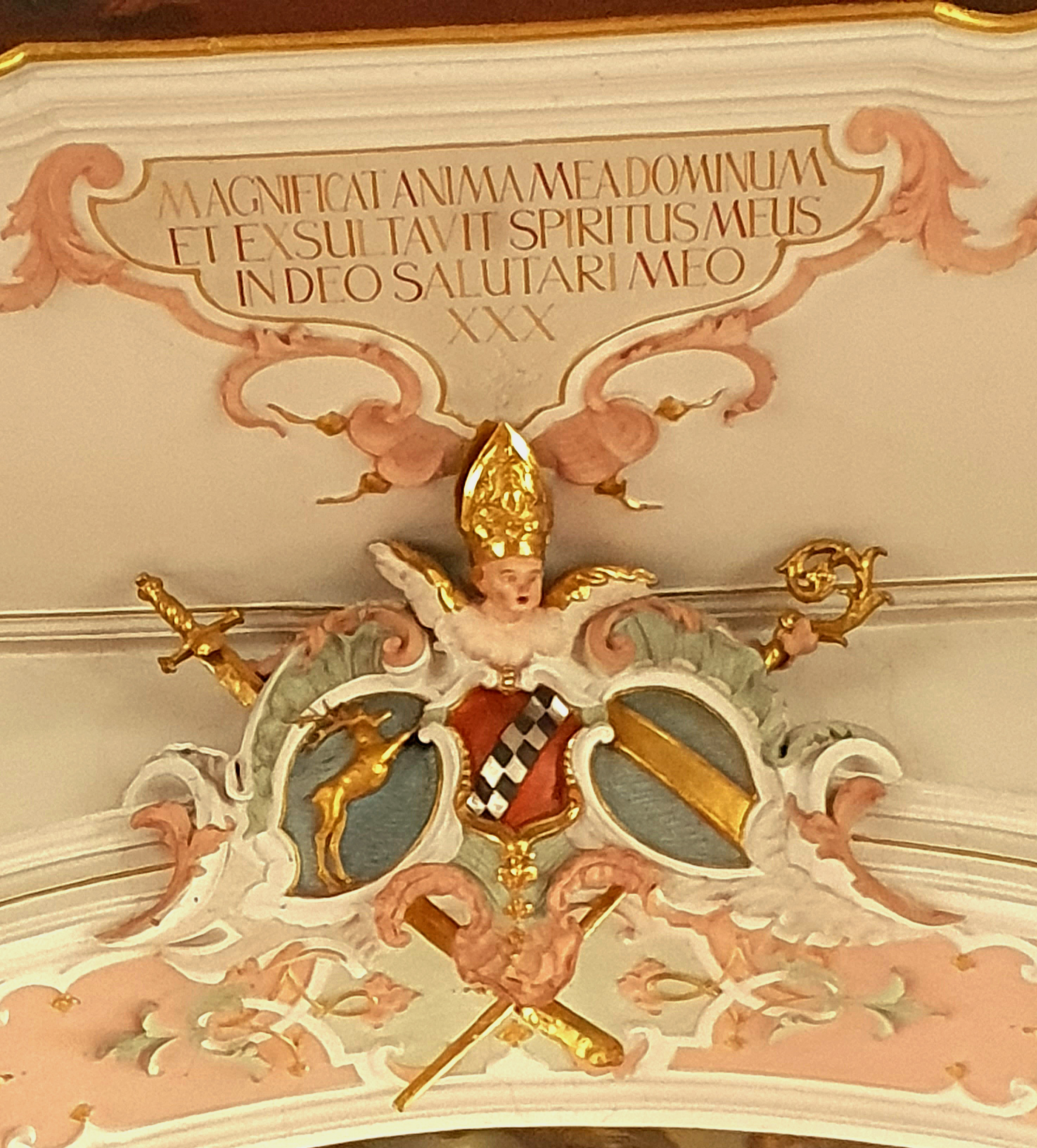
Stuckiertes Wappen am Chorbogen

Die Saalkirche mit dem Patrozinium der Apostel Simon Zelotes und Judas Thaddäus wurde 1740 anstelle des Vorgängerbaus von 1608 unter Abt Franz Schächtelin erbaut. Sie besteht aus einem Langhaus, einem eingezogenen, dreiseitig geschlossenen Chor im Osten und einem 1835/40 gebauten, neugotischen Fassadenturm im Westen, dessen oberstes Geschoss die Turmuhr und den Glockenstuhl beherbergt, in dem vier Kirchenglocken hängen, und der mit einem spitzen Helm bedeckt ist.
Zur Kirchenausstattung gehört ein barocker Hochaltar, auf dessen Hauptblatt der Apostel Simon mit der Säge und auf dessen Retabel Judas Thaddäus, gemalt 1742 von Gottlieb Reble, dargestellt sind. Auf den Deckenmalereien sind u. a. die Verkündigung des Herrn und die Aufnahme Marias in den Himmel zu sehen. Das Taufbecken von 1609 wurde aus der Vorgängerkirche übernommen.
Auf der Südseite befindet sich der Friedhof u. a. mit dem Grabkreuz des Joseph Lukas Meyer. Aus der 1780 abgebrochenen Totenkapelle stammt ein Gemälde mit der Auferstehung der Toten, gemalt 1646 von Caspar Beutler. In der Kirche befindet sich unter der Orgelempore ein Epitaph für Pater Jordan.

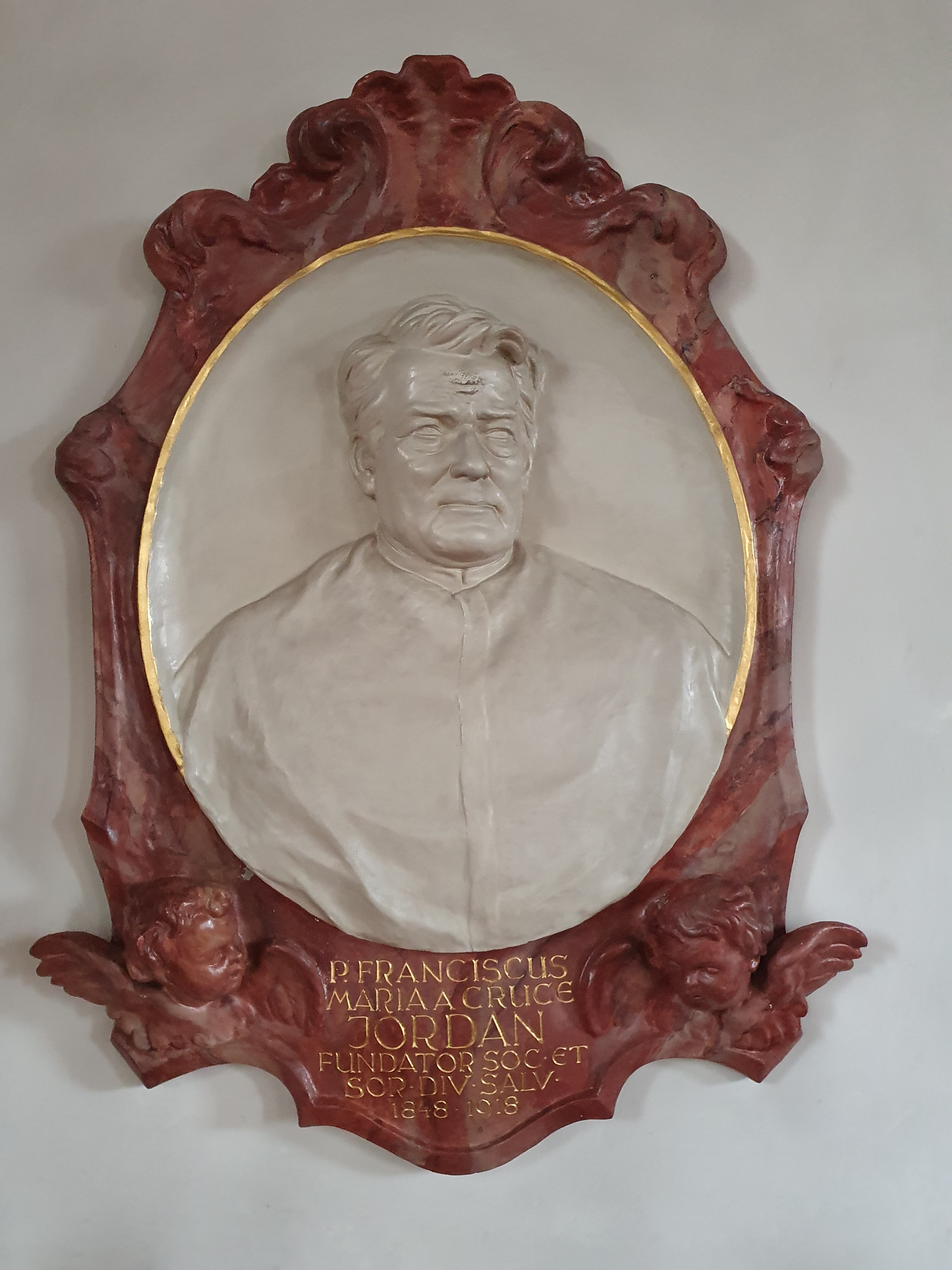
Reliefepitaph Pater Jordan

## Glocken
Da der Turm erst später erstellt wurde, befanden sich die ersten Glocken im zweiten Dachreiter, der 1774 nach dem Abbruch der Totenkapelle neu aufgesetzt wurde. Es werden vier Glocken beschrieben, die aus dem Vorgängerbau und der Kapelle stammten.
Das kupferne Turmdach und die ursprüngliche große Glocke wurden beim Abbruch der Klosterkirche des Klosters Barau ersteigert. Die große Glocke zersprang 1869 beim Begräbnis einer Klosterfrau und wurde mit einem neuen Geläute von Benjamin Muchenberger ersetzt.
Im Ersten Weltkrieg mussten drei der vier Glocken abgegeben werden. 1921 wurden durch die Glockengießerei Grüninger vier neue Glocken gegossen, aber nur drei (wegen der Inflation) erworben. Auch diese Glocken mussten – bis auf die kleinste – abgegeben werden.
1951 wurden von Grüninger in Neu-Ulm zwei neue Glocken geliefert: die Bernhardusglocke und die St.-Konrads-Glocke. 1958 wurden bei Friedrich Wilhelm Schilling die noch fehlende große und eine neue kleine Glocke bestellt und am 18. Februar 1959 im Beisein des Pfarrers Karl Bernhard Münch gegossen. Die große heißt Christkönigsglocke, die kleine ist die Marienglocke.
Übersicht über den aktuellen Glockenbestand
| Glocke | Name               | Gießer    | Gussjahr | Gewicht | Durchmesser | Schlagton |
| ------ | ------------------ | --------- | -------- | ------- | ----------- | --------- |
| 1      | Christkönigsglocke | Schilling | 1959     | 920 kg  | 1108 mm0    | ges′-2⁄16 |
| 2      | Bernhardusglocke   | Grüninger | 1951     | 600 kg  | 973 mm      | as′-1⁄16  |
| 3      | Konradsglocke      | Grüninger | 1951     | 400 kg  | 853 mm      | b′-2⁄16   |
| 4      | Marienglocke       | Schilling | 1959     | 248 kg  | 721 mm      | des″-2⁄16 |